# Ferrari 575 Superamerica
La Ferrari Superamerica est un coupé-cabriolet original produit en série limitée (559 exemplaires) basé sur la Ferrari 575M Maranello. Héritière de la 550 Barchetta, cette version se caractérise par un toit en verre électrochrome inédit, dont l'ouverture s'effectue par rotation selon un axe pivotant à 180°.
Dernière née de la famille des Ferrari Maranello, dont la production s'est arrêtée, elle a aussi été créée pour ressusciter l’esprit des Superamerica, modèles spécifiques à forte cylindrée conçus à l'origine pour le marché nord-américain.

## Présentation
La Superamerica est une version convertible innovatrice de la 575M Maranello. Contrairement à la 550 Barchetta Pininfarina (cabriolet sur base de 550 maranello) qui dispose d'une capote en toile classique, la Superamerica dispose d'un toit qui « bascule ». Sous le capot, on retrouve le même V12 de 5,75 litres que sur la Maranello. Reprenant la même configuration que sur la 612 Scaglietti, il affiche une puissance en hausse de 25 ch (passant de 515 à 540 ch). À sa sortie, la Superamerica s’affichait comme le cabriolet de série le plus rapide du monde avec une vitesse de pointe de 320 km/h. Comme sa génitrice, la Superamerica utilise une boîte manuelle six-vitesses. La boîte F1 à commande robotisée est une option, au même titre que le pack Handling GTC qui offre les dernières nouveautés technologiques du constructeur, notamment des freins carbone-céramique et une suspension raffermie.
Produite en série limitée, comme la 550 Barchetta avant elle, la Ferrari Superamerica n'a été construite qu'à 559 exemplaires.

## Carrosserie
La voiture bénéficie d'un nouveau et ingénieux système de toit breveté par Leonardo Fioravanti. Il s'agit d'un toit en verre, escamotable, qui après avoir été déverrouillé manuellement, pivote à 180° sur lui-même entre les montants de la custode et vient se poser sur le couvercle du coffre où il est arrimé à deux vérins. Développé par Saint-Gobain, le verre a des caractéristiques électrochromiques qui permettent de faire varier la luminosité selon cinq degrés, commandé à partir du tableau de bord.
La lunette arrière fait office de système anti-remous.

## Caractéristiques techniques

### Moteur
- Type : 12 cylindres en V à 65°, 48 soupapes, 2×2 arbre à cames en tête
- Position longitudinale AV
- Injection électronique séquentielle indirecte Bosch Motronic ME 7.1.1.
- Cylindrée : 5 748 cm3
- Alésage × course : 89 × 77 mm
- Puissance : 540 ch DIN à 7 250 tr/min
- Puissance : 93,94 ch/L
- Couple maxi : 589 N m à 5 250 tr/min

### Transmission
- Propulsion (roue AR)
- Boîte de vitesses robotisée à 6 rapports

### Poids
- 1 730 kg
- Rapport poids/puissance : 3,36 kg/ch DIN

### Roues
- Freins : disques ventilés AV (390 mm) et disques AR (360 mm) + étriers à 8 pistons + ABS, BAS.
- Pneus : AV 255/35 ZR 19 et AR 305/30 ZR 19.

### Performances
- Vitesse maxi : 320 km/h
- 400 m DA : 12,2 secondes
- 1 000 m DA : 21,9 secondes
- 0 à 100 km/h : 4,2 secondes
- 0 à 200 km/h : ND
- consommation moyenne : 19,3 L/100 km